# Juillet 1927

## Événements
- 3 juillet : Grand Prix de France à Montlhéry. Le pilote français Robert Benoist s'impose sur une Delage.

- 4 juillet : Soekarno et d'anciens adhérents du Perhimpunan Indonesia, partisans de l'indépendance totale et de la création d'un gouvernement démocratique, fondent le Parti national indonésien (Partai Nasional Indonesia, ou PNI). Le PNI travaille en accord avec le Sarekat Islam et devient rapidement le parti nationaliste le plus important.

- 5 juillet : création par Johannes Winkler de la Verein für Raumschiffahrt, Société pour la navigation dans l'espace, qui rassemblera entre autres Hermann Oberth, Wernher von Braun.

- 15 juillet :
  - Chine : rupture entre nationalistes et communistes.
  - Autriche : manifestations du Parti communiste d'Autriche. 84 manifestants sont tués par la police. 4 policiers sont tués.

- 16 juillet[1] : création de l'assurance-chômage en Allemagne.

- 17 juillet : Grand Prix d'Allemagne sur le Nürburgring

- 20 juillet : mort de Ferdinand Ier de Roumanie. Son fils Carol ayant été écarté du trône en 1925 pour sa liaison avec une divorcée, Magda Lupescu, le pouvoir est exercé par un conseil de régence présidé par le patriarche. Michel Ier, fils de Carol, âgé de six ans, devient roi.

- 21 juillet, France  : rétablissement du scrutin majoritaire uninominal à deux tours d'arrondissement.

- 25 - 26 juillet : création à Valence de la Fédération anarchiste ibérique.

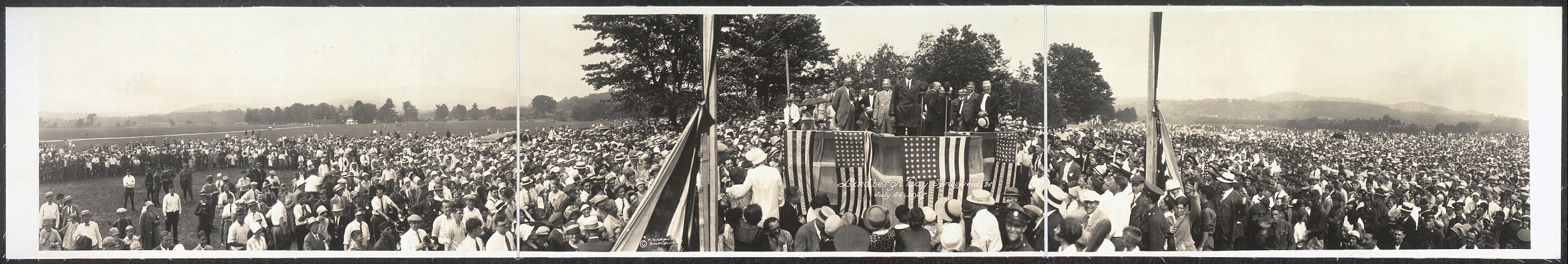
26 juillet : Lindbergh Day à Springfield (Vermont)

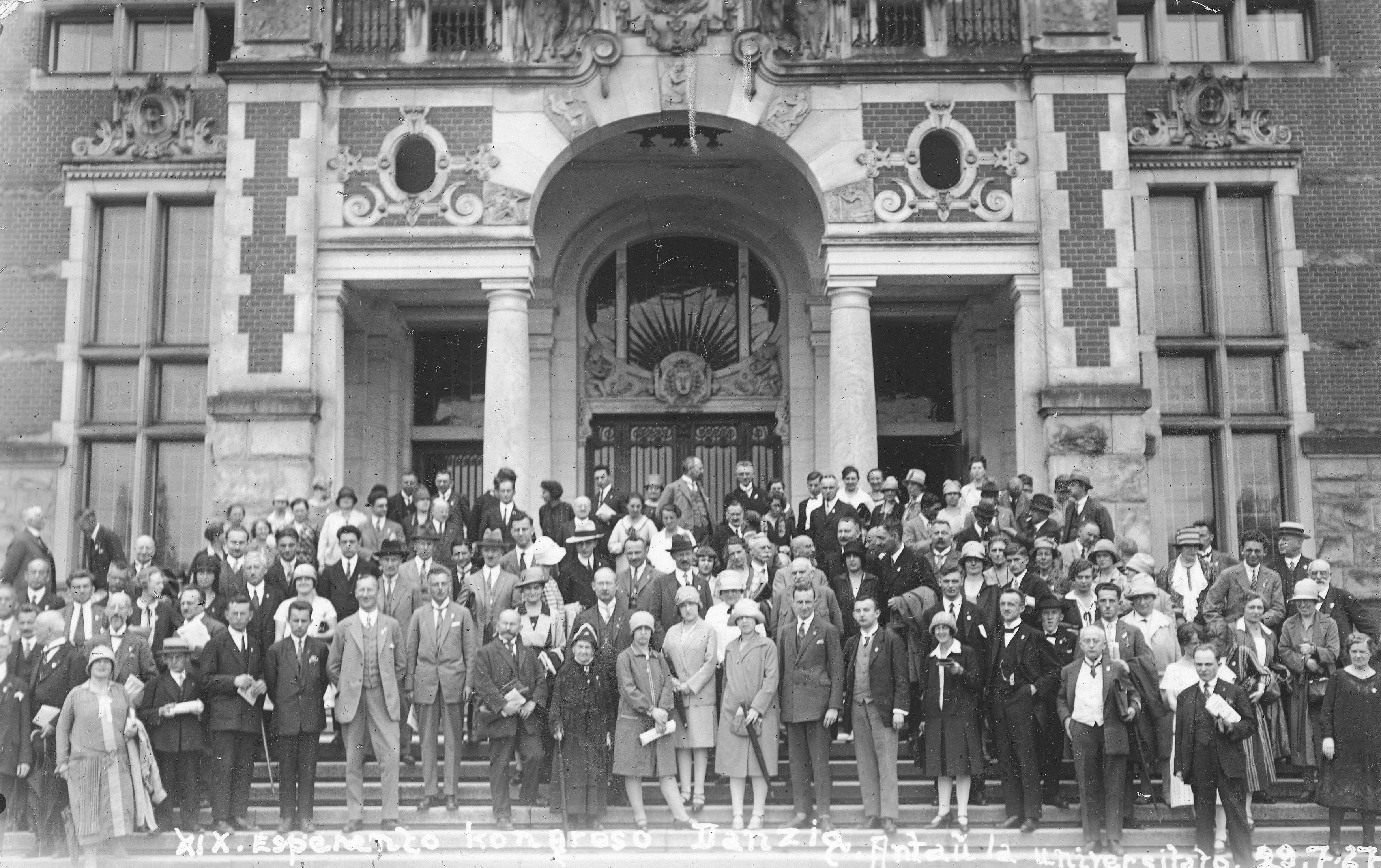
19e congrès mondial d'espéranto

- 28 juillet - 5 aout : le 19e congrès mondial d’espéranto a lieu dans la ville libre de Dantzig.

- 31 juillet : Grand Prix d'Espagne à Lazarte. Le pilote français Robert Benoist s'impose sur une Delage.

## Naissances
- 3 juillet : Lynn Stalmaster, Directeur de casting américain († 12 février 2021).
- 4 juillet : Gina Lollobrigida, actrice italienne († 16 janvier 2023).
- 6 juillet : Janet Leigh, actrice américaine († 3 octobre 2004).
- 8 juillet : Willy De Clercq, homme politique belge († 28 octobre 2011).
- 10 juillet : David Dinkins, Homme politique américain († 23 novembre 2020).
- 12 juillet : Antoine Ier d'Érythrée, Primat de l'Église érythréenne orthodoxe († 9 février 2022).
- 13 juillet : Simone Veil, femme politique française, ancienne ministre († 30 juin 2017).
- 14 juillet : Nzita Henriques Tiago, homme politique angolais, président du Front de Libération de l'Enclave de Cabinda († 3 juin 2016).
- 15 juillet : Bob Noorda, Graphic designer américain († 11 janvier 2010).
- 16 juillet : Carmelo Torres, matador mexicain († 29 janvier 2003).
- 17 juillet : Trixie Gardner, femme politique († 14 avril 2024).
- 18 juillet : Wilfrid Lemoine, poète, romancier, et essayiste québécois († 28 septembre 2003).
- 19 juillet :
  - Simone Dat, artiste peintre française († 4 janvier 2018).
  - Gaston Poulain, évêque catholique français, évêque émérite de Périgueux († 24 octobre 2015).
- 20 juillet : 
  - Lioudmila Alexeïeva, historienne et militante de la défense des droits humains russe († 8 décembre 2022).
  - Joan Jara, danseuse britannico-chilienne († 12 novembre 2023).
- 23 juillet :
  - Elliot See, astronaute américain († 28 février 1966).
  - Jacqueline Caurat, présentatrice, animatrice de télévision et journaliste française († 22 mai 2021).
- 24 juillet : Claude Sarraute, femme de lettres et journaliste française († 20 juin 2023).
- 27 juillet : Gisèle Halimi, avocate, militante féministe et politique française († 28 juillet 2020).
- 31 juillet : Cecilia Mangini, photographe italienne († 21 janvier 2021).

## Décès
- 3 juillet : Gavira (Enrique Cano Iribarne), matador espagnol (° 9 janvier 1893).
- 4 juillet : Maxime Noiré, peintre français (° 9 novembre 1861).
- 10 juillet : Louise Abbéma, peintre française (° 30 octobre 1853).
- 15 juillet : Constance Markievicz, révolutionnaire irlandaise (°1868).
- 18 juillet : Vassili Polenov, peintre russe (° 1er juin 1844).
- 19 juillet : Ahmadou Bamba, fondateur de la confrérie des Mourides au Sénégal (° 1850).
- 24 juillet : Ryūnosuke Akutagawa, écrivain japonais (° 1er mars 1892).